# Challenge Roth
Challenge Roth (QCR – Quelle Challenge Roth od nazwy sponsora) – długodystansowe zawody triathlonowe w Roth koło Norymbergi w południowych Niemczech, będące częścią Serii The Challenge-Family rozgrywanej w Europie i w Nowej Zelandii.

## Dystansy
- pływanie – 3,8 km w Kanale Men – Dunaj
- jazda na rowerze – 180 km, dwie rundy po 86 km plus 8 km
- bieganie – 42,195 km, dwie rundy wzdłuż kanału z metą w Roth